# Camp de Saint-Sulpice-la-Pointe
Le camp de Saint-Sulpice-la-Pointe était un camp de concentration situé dans le département du Tarn sur le territoire de la commune de Saint-Sulpice-la-Pointe.

## Histoire
D'octobre 1939 à avril 1940, au lieu-dit Les Pescayres, sur un terrain réquisitionné de 3,5 ha, un camp est construit dans le but d'abriter d'éventuels réfugiés. À la fin de la drôle de guerre, le camp est amené à accueillir 1 500 réfugiés belges qui sont répartis dans des familles du Tarn.
En octobre 1940, le ministre de l'Intérieur, Marcel Peyrouton, décide de transformer les installations existantes en « camp d'indésirables ». À compter de décembre 1940, des travaux de clôturage sont effectués.

## Caractéristiques

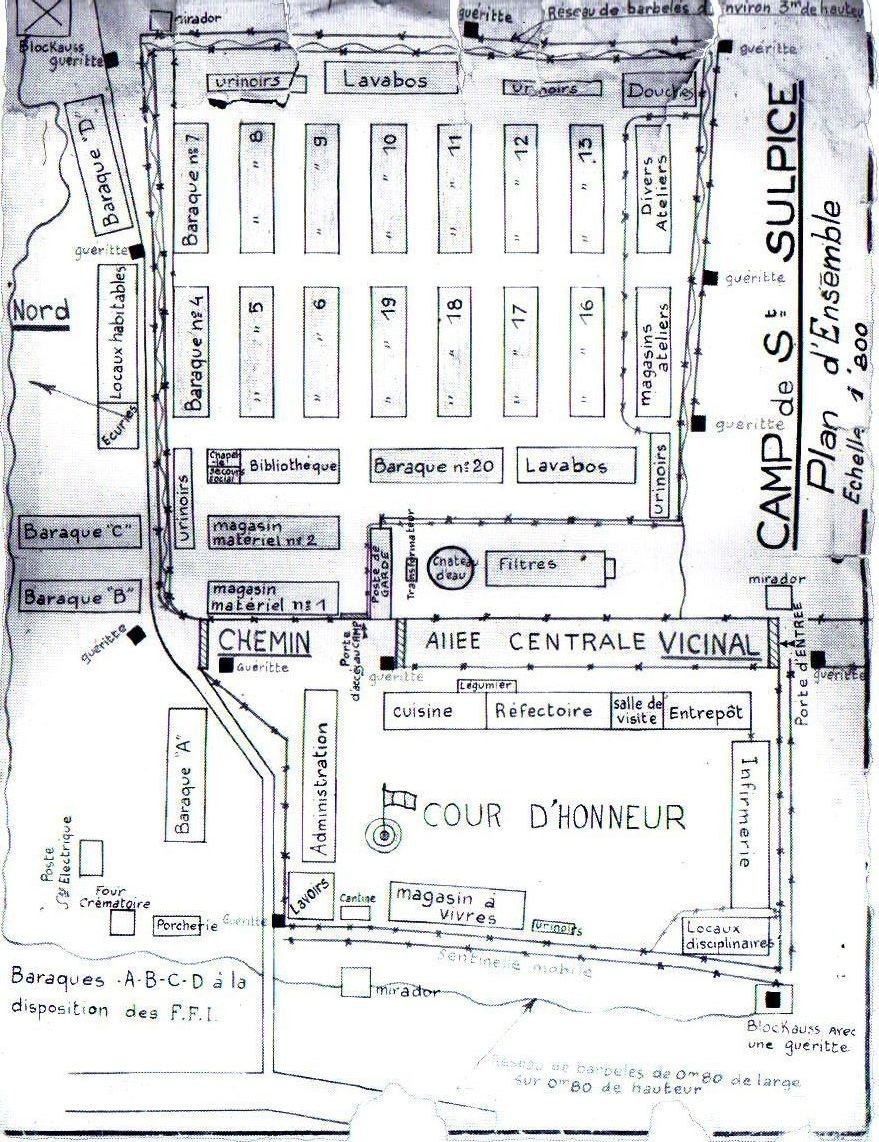
Plan du camp 1940-1946.

Le camp comprend 20 baraquements en bois ouverts aux courants d'air, une cuisine, un réfectoire, des lavoirs et des sanitaires rudimentaires. La baraque 19 est réservée aux droits communs.
Le 28 janvier 1941, il reçoit un premier contingent de 253 détenus composé de communistes, syndicalistes, anarchistes et autres « indésirables » (Allemands chrétiens déchus de leur nationalité, individus accusés de fraude économique ou de travailler pour un service de renseignements étranger) suivi, le 8 février, d'un convoi de 800 détenus dont 293 personnes extraites du camp d'Oraison qui ferme. 
Après l'internement des « suspects au niveau national », on interne des Soviétiques puis des Juifs étrangers à partir de 1942.
Avec l'instauration du STO, les effectifs du camp diminuent quelque peu au cours des années 1943 et 1944. Du 29 janvier 1941 au 23 août 1944, 4 600 personnes ont séjourné au camp de Saint-Sulpice. 
Après la Libération, des collaborateurs ou présumés tels sont internés (ou assignés à résidence) dans le camp. Il est évacué en décembre 1944 puis en janvier 1945 1 100 Allemands, dont 800 femmes, en provenance de Strasbourg y sont internés.
Le camp est dissous le 1er février 1946. Le 1er mars 1946, le ministère de l'Intérieur cède gratuitement le camp au ministère de la Justice qui en fait d'abord un centre pénitentiaire, « prison asile Pescayre », puis un centre de semi-liberté et enfin un centre de détention régional,.

## Personnalités internées dans le camp
- Julien Airoldi
- Marcel Barbu
- Jean Cassou
- Nusch Éluard
- Francesco Fausto Nitti
- Émile Fouchard
- Célestin Freinet
- Pierre Lanvers
- Albert Luyat
- Jean Novat
- Élisée Perrier
- Paul Perrier
- Cyprien Quinet
- Daniel Renoult
- Boris Taslitzky
- Auguste Hugonnier